# فارو (منتج أسطوانات)
فارو (بالإنجليزية: Farrow)‏ هو منتج أسطوانات وملحن بريطاني، ولد في 28 أكتوبر 1991 في نوتنغهام في المملكة المتحدة.